# Labiidae
Famille
Les Labiidae sont des insectes dermaptères représentés par 500 espèces dans 40 genres répartis en 13 sous-familles.

## Sous-familles
- Caecolbaiinae Steinmann, 1989
- CosmogeracinaeBrindle, 1982
- Geracinae Brindle, 1971
- Isolaboidinae  Brindle, 1978
- Isopyginae Hincks, 1951
- Labiinae  Burr, 1911
- Nesogastrinae Verhoeff, 1902
- Pericominae Burr, 1911
- Ramamurthinae Steinmann, 1975
- Sparattinae Verhoeff, 1902
- Spongiphorinae Verhoeff, 1902
- Strongylopsalinae Burr, 1911
- Vandicinae Burr, 1911